# Destinazione Sanremo (film)
Destinazione Sanremo è un film musicarello del 1959 diretto da Domenico Paolella ed interpretato da uno stuolo di attori (protagonisti e caratteristi comprimari di vaglia) e cantanti in voga fra la fine degli anni cinquanta e i primi anni sessanta. La pellicola costituì  di fatto un pretesto per pubblicizzare il Festival della canzone italiana di Sanremo.

## Caratteristiche
Soggetto e sceneggiatura sono di Edoardo Anton, Marcello Ciorciolini, Marcello Fondato, Carlo Infascelli (anche produttore del film) e dello stesso regista Paolella.
Girato in totalscope, il film entrò nel circuito cinematografico italiano il 16 aprile 1959.
È una sorta di sequel di un altro film musicarello del 1956 girato da Paolella - regista non nuovo al genere - San Remo canta.

## I cantanti nel film
- Fausto Cigliano
- Betty Curtis
- Jula de Palma
- Johnny Dorelli
- Aurelio Fierro
- Gino Latilla
- Domenico Modugno
- Natalino Otto
- Nilla Pizzi
- Teddy Reno
- Arturo Testa
- Achille Togliani
- Tonina Torrielli
- Claudio Villa

## Soggetto e critica
Il Morandini definisce quasi un documentario d'epoca il film che racconta il viaggio di un gruppo di appassionati di musica leggera che viaggiano su un treno diretto a Sanremo per seguire in teatro il Festival della canzone e che rimane bloccato a causa di una valanga in una piccola stazione di montagna.
Si accontenteranno di seguire la rassegna televisiva, giunta alla nona edizione, quella del 1959, vinta da Domenico Modugno con Piove (ciao ciao bambina), attraverso la televisione (che aveva visto la luce in Italia solo pochi anni prima, nel 1954. Il materiale cinematografico girato durante l'edizione di quell'anno venne poi montato all'interno del film.
Al filone base del film si innesta la vicenda amorosa di Tonino (Gabriele Tinti) - nipote del capostazione (Tino Scotti) - e Anna (Yvonne Monlaur), giovane viaggiatrice del treno bloccato. Quando il treno riprenderà la corsa, il giovane si accompagnerà alla morosa mentre lo zio capostazione intratterrà una relazione con una vedova di una certa età interpretata dall'esperta Pina Renzi.

## Il programma televisivo omonimo
Nel 2002 è stato prodotto un programma televisivo dallo stesso titolo - Destinazione Sanremo - in preparazione del Festival di Sanremo.